# Karcag
Karcag è una città di 21.128 abitanti situata nella contea di Jász-Nagykun-Szolnok, nell'Ungheria centro-orientale.

## Amministrazione

### Gemellaggi
- Cristuru Secuiesc, Romania
- Stara Moravica, Serbia
- Moldava nad Bodvou, Slovacchia
- Krosno Odrzańskie, Polonia
- Longueau, Francia
- Mérke, Kazakistan
- Schwarzheide, Germania